# Чореску
Чореску (рум. Ciorescui) — село в складі муніципію Кишинів в Молдові. Входить до складу сектора Ришкани. Адміністративний центр однойменної комуни, до складу якої також входить села Феурешть та Гоян.